# Hugo Duminil-Copin
Hugo Duminil-Copin (sinh ngày 26 tháng 8 năm 1985) là nhà toán học người Pháp nghiên cứu về lý thuyết xác suất. Ông được trao tặng Huân chương Fields năm 2022.

## Tiểu sử
Hugo Duminil-Copin sinh ra trong gia đinh cho cha là một thầy giáo dạy dạy thể thao và mẹ là một vũ công.
Ông học phổ thông ở trường Lycée Louis-le-Grand tại Paris, sau đó vào nhập học École normale supérieure (Paris) và Đại học Paris-Sud. 
Năm 2008, ông chuyển đến Đại học Geneva làm nghiên cứu sinh tiến sĩ dưới sự hướng dẫn của Stanislav Smirnov. 
Năm 2013, sau khi hoàn tất tu nghiệp sau tiến sĩ, ông được bổ nhiệm là giáo sư trợ lý và rồi là giáo sư tại Đại học Geneva. 
Năm 2016, ông trở thành giáo sư tại Institut des hautes études scientifiques.
Từ năm 2019, ông là thành viên của Academia Europaea.
Duminil-Copin được trao huy chương Field vào năm 2022 vì đã giải quyết được những bài toán tồn tại lâu năm trong lý thuyết xác suất của hiện tượng chuyển pha trong vật lý thống kê, đặc biệt trong không gian 3 và 4 chiều.

## Công trình nổi bật
- Duminil-Copin, Hugo (2016). Graphical representations of lattice spin models : cours Peccot, Collège de France : janvier-février 2015. ISBN 978-2-36693-022-1. OCLC 987302673.
- Duminil-Copin, Hugo; Smirnov, Stanislav (1 tháng 5 năm 2012). “The connective constant of the honeycomb lattice equals {\displaystyle {\sqrt {2+{\sqrt {2}}}}}”. Annals of Mathematics. 175 (3): 1653–1665. arXiv:1007.0575. doi:10.4007/annals.2012.175.3.14. ISSN 0003-486X. S2CID 59164280.
- Beffara, Vincent; Duminil-Copin, Hugo (18 tháng 3 năm 2011). “The self-dual point of the two-dimensional random-cluster model is critical for {\displaystyle q\geq 1}” (PDF). Probability Theory and Related Fields. Springer Science and Business Media LLC. 153 (3–4): 511–542. arXiv:1006.5073. doi:10.1007/s00440-011-0353-8. ISSN 0178-8051. S2CID 55391558.
- Duminil-Copin, Hugo; Hammond, Alan (13 tháng 10 năm 2013). “Self-Avoiding Walk is Sub-Ballistic”. Communications in Mathematical Physics. Springer Science and Business Media LLC. 324 (2): 401–423. arXiv:1205.0401. doi:10.1007/s00220-013-1811-1. ISSN 0010-3616. S2CID 10829154.
- Bauerschmidt, Roland; Duminil-Copin, Hugo; Goodman, Jesse; Slade, Gordon (2012). “Lectures on Self-Avoiding Walks”. Arxiv:1206.2092 Math-Ph. arXiv:1206.2092. Truy cập ngày 5 tháng 7 năm 2022.